# الكنيسة البطرسية
تعد الكنيسة البطرسية أشهر كنيسة كرست على اسم الرسولين «بطرس» و«بولس» وتقع هذه الكنيسة في شارع رمسيس بالعباسية، حيث تولت عائلة «بطرس غالى باشا» بناءها فوق ضريحه عام 1911 م على نفقتها الخاصة، تخليداً لذكراه، حيث يوجد أسفل الكنيسة المدفن الخاص بالعائلة.
ولأهمية هذه الكنيسة من الناحية الفنية والتاريخية.
بُنيت الكنيسة البطرسية على الطراز «البازيليكى» ويبلغ طولها (28) متراً وعرضها (17) متراً، ويتوسطها صحن الكنيسة والذي يفصل بينه وبين الممرات الجانبية صف من الأعمدة الرخامية في كل جانب، وقد تولى تصميم المبانى والزخارف مهندس السرايات الخديوية «أنطون لاشك بك»، ويعلو صف الأعمدة مجموعة من الصور رسمها الرسام الإيطالي «بريمو بابتشيرولى» وقد أمضى خمس سنوات في تزيين الكنيسة بهذه اللوحات الجميلة والتي تمثل فترات من حياة السيد المسيح والرسل والقديسين.
وتضم الكنيسة العديد من لوحات الفسيفساء التي قام بصناعتها «الكافاليري انجيلو جيانيزى» من فينسيا مثل فسيفساء التعميد، والتي تمثل السيد المسيح ويوحنا المعمدان في نهر الأردن، ويوجد أمامها حوض من الرخام يقف على أربعة عمدان، كما توجد صورة بالفسيفساء في قبة الهيكل تمثال للسيد المسيح العرش وعلى يمينه السيدة العذراء وعن اليسار «مارمرقس الرسول».
والجدير بالذكر أن العائلة البطرسية، هي عائلة مصرية قبطية سطر أبناؤها العديد من صفحات تاريخ مصر الحديث والمعاصر، وشاركوا في صنع العديد من الأحداث الفاصلة في تاريخ مصر منذ الثورة العرابية، مرورا بتوقيع إتفاقية السودان، وثورة 1919، وإتفاقية 1936، ووصولاً إلي توقيع معاهدة السلام المصرية الإسرائيلية ومباحثات كامب ديفيد، ووصول واحد من أبنائها إلي منصب الأمين العام للأمم المتحدة كأول مصري وعربي يصل إلي تلك المكانة المرموقة.